# Estimulación magnética transcraneana

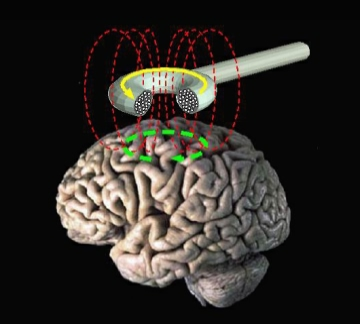
Estimulación magnética transcraneal

La estimulación magnética transcraneana (EMT) o transcraneal, (Transcraneal Magnetic Stimulation o TMS, en inglés) es una forma no invasiva de estimulación de la corteza cerebral. Constituye una herramienta llena de posibilidades de estudio e investigación en neurociencia, así como para el tratamiento de diversos trastornos neuropsiquiátricos. Permite una estimulación indolora del tejido nervioso (corteza cerebral, médula espinal, vías motoras centrales y sistema nervioso periférico) para interferir de forma controlada en la actividad normal del cerebro humano.

## Historia

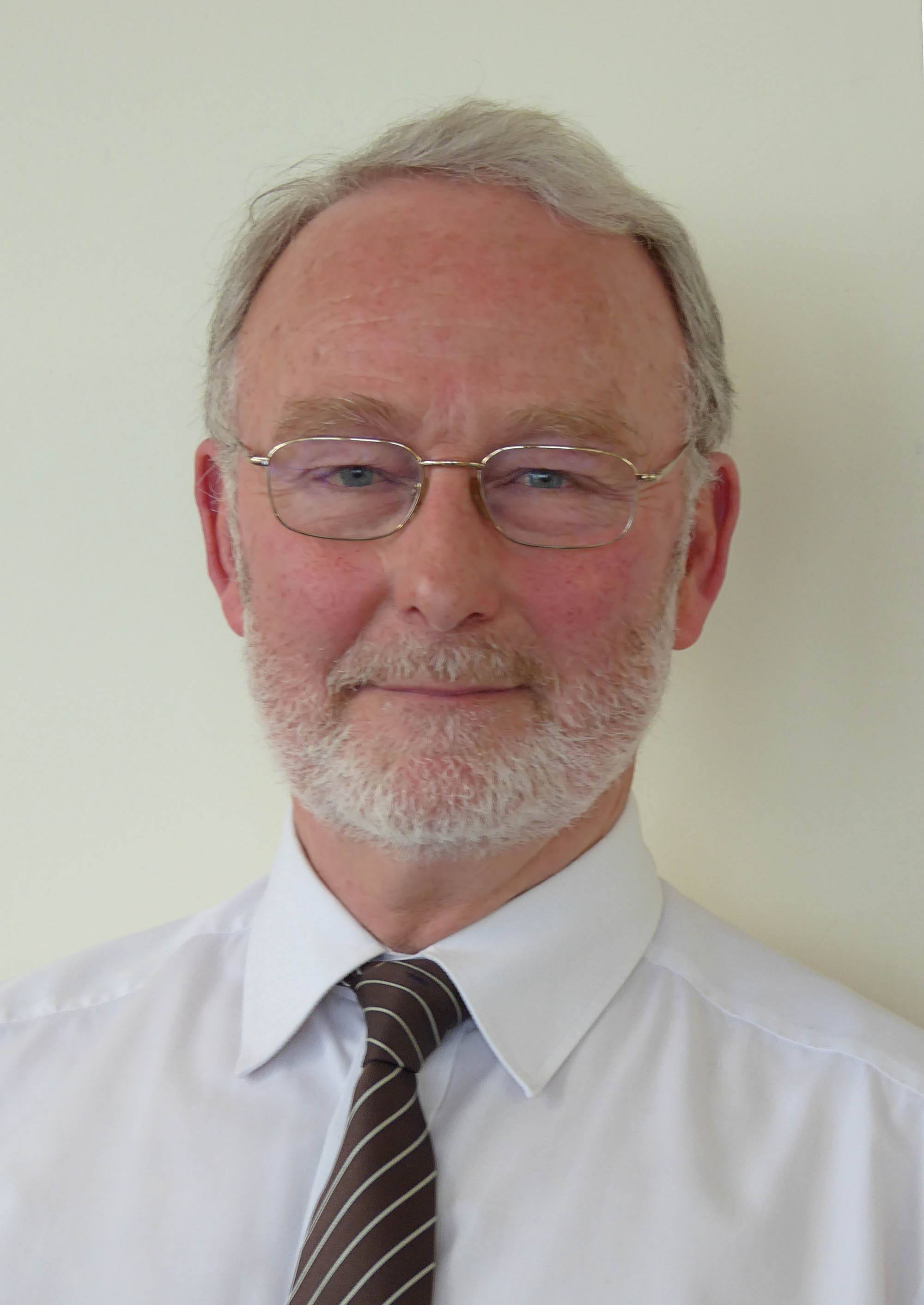
Anthony Barker, del Departamento de Medicina Física de la Universidad de Sheffield, empleó por primera vez la estimulación magnética transcraneana en 1985

La estimulación magnética transcraneana fue descrita y usada por primera vez en 1985 por Anthony Barker en el Departamento de Medicina Física de la Universidad de Sheffield. El objetivo era evaluar de una forma no invasiva e indolora la integridad de las vías motoras centrales a través de la estimulación de la corteza cerebral. En 1987 lo aplicó en pacientes con esclerosis múltiple, con lo que demostró el enlentecimiento de las vías motoras, además de las ventajas de esta técnica frente a la estimulación eléctrica transcraneana.

## Fundamentos
La estimulación magnética transcraneana se basa en el principio de inducción electromagnética descrito por Michael Faraday en 1838. Se aplica una corriente eléctrica de determinada fuerza y duración proveniente de una bobina de estimulación ubicada sobre el cuero cabelludo, lo cual genera campos magnéticos que penetran hasta el cerebro con una atenuación insignificante. Estos campos magnéticos inducen una corriente eléctrica en el tejido neural, cuyo volumen depende de la forma y tamaño de la bobina de estimulación, de la fuerza (intensidad) del campo magnético y de la frecuencia y la duración de los pulsos magnéticos producidos.
Estos pulsos magnéticos de intensidad específica producen una despolarización selectiva de neuronas del neocórtex, ubicadas entre 1,5 y 2 cm bajo el cráneo. Estos pulsos pueden ser únicos en la estimulación magnética trascraneana o bien repetitivos de una manera regular. Esta modalidad se llama estimulación magnética transcraneana repetitiva o EMTr (en inglés, rTMS).
Desde la perspectiva terapéutica, muchos estudios demuestran que las dos vertientes de la estimulación magnética transcraneana (la EMT y la EMTr) son efectivas. Además pueden ser catalogadas como seguras, si se adoptan las medidas de seguridad oportunas.

## Aplicación

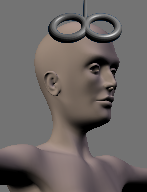
Aplicación de EMT con un transductor en forma de ocho

La aplicación de la EMT requiere de un transductor que el operador ubica sobre el lugar que se quiere estimular. El operador puede controlar la posición del transductor, la focalización, la intensidad y la frecuencia del estímulo.
En la estimulación de la corteza cerebral, la posición debe ser perpendicular al surco central del cerebro con un flujo diagonal de atrás hacia delante. La intensidad se ajusta regulando la corriente que fluye por el transductor, lo cual modifica la magnitud del campo magnético inducido y, por lo tanto, del campo eléctrico secundario inducido. El foco depende de la forma del transductor, ya sea en forma de ocho o circular. El primero permite una estimulación más focalizada, con lo que permite un mapeo más fino de la representación cortical. El segundo induce un campo eléctrico distribuido más ampliamente, y así permite la estimulación simultánea de ambos hemisferios, muy útil en estudios de tiempos de conducción. Por último, la frecuencia del estímulo puede ser modificada para lograr diferentes efectos sobre una región determinada del cerebro.

## Usos
Se utiliza tanto en investigación como en terapia de trastornos neurológicos.
Investigación
- Funcionamiento del cerebro, función ejecutiva
- Áreas funcionales, corteza cerebral, memoria, etc.
- Neurología, neurociencias, neurociencia cognitiva

Terapia alternativa en trastornos neurológicos
- Enfermedad de Parkinson
- Depresión
- Ansiedad
- TDAH
- Hiperactividad
- Autismo
- Tinnitus o acúfenos en el oído
- Estrés postraumático
- Síndrome del miembro fantasma o lesiones del sistema nervioso central
- Migraña
- Disminución de la libido
- Esquizofrenia
- Epilepsia
- Trastornos del sueño
- Trastorno obsesivo-compulsivo
- Trastorno bipolar

Asimismo, hoy se sabe que tiene efectos neuroprotectores que ayudan, al menos temporalmente, a personas afectadas por enfermedades neurológicas degenerativas como la esclerosis múltiple o la enfermedad de Alzheimer. Incide muy favorablemente en la modulación de la plasticidad cerebral, es decir, la capacidad del cerebro para renovar o reconectar circuitos neuronales y, con ello, adquirir nuevas habilidades y destrezas y preservar la memoria.

## Contraindicaciones
Las principales contraindicaciones  son: 
- Personas en periodo de gestación
- Niñas y niños menores de 6 años
- Personas con marcapasos, electrodos o bombas de infusión medicamentosa
- Pacientes con placas metálicas, alambre o tornillos en la cabeza

Algunos pacientes sometidos a esta estimulación experimentan efectos secundarios que podrían considerarse como menores y pasajeros, como cefaleas (dolores de cabeza), que pueden ser tratadas con analgésicos comunes. 
Igualmente, existen registros de personas que padecen epilepsia o toman antidepresivos epileptogénicos que llegaron a presentar crisis convulsivas durante el tratamiento con la EMT.

## Situación reglamentaria en los distintos países

### EE.UU
Nexstim recibió la autorización de la Sección 510(k) de la Ley Federal de Alimentos, Medicamentos y Cosméticos de EE. UU. para evaluar la corteza motora primaria en la planificación previa al procedimiento en diciembre de 2009 y para la planificación neuroquirúrgica en junio de 2011. 
La EMT está aprobada como producto sanitario de clase II por la vía de novo.
En agosto de 2018, la Administración de Alimentos y Medicamentos de Estados Unidos (FDA, por sus siglas en inglés) autorizó el uso de la EMT desarrollada por la empresa israelí Brainsway en el tratamiento del trastorno obsesivo-compulsivo (TOC).
En 2020, la Administración de Alimentos y Medicamentos de EE. UU. autorizó el uso de la EMT, desarrollada por la empresa estadounidense MagVenture Inc. para el tratamiento del TOC.
En 2023, la Administración de Alimentos y Medicamentos de EE. UU. autorizó el uso de la EMT, desarrollada por la empresa estadounidense Neuronetics Inc. para el tratamiento del TOC.

### Europa
En el Espacio Económico Europeo, diferentes versiones de la EMT profunda con bobina H llevan la marca CE para la enfermedad de Alzheimer, el autismo, el trastorno bipolar, la epilepsia, el dolor crónico, el trastorno depresivo mayor, la enfermedad de Parkinson, el trastorno de estrés postraumático (TEPT), la esquizofrenia (síntomas negativos) y para promover el abandono del tabaco. Una revisión halló beneficios preliminares para mejorar la función cognitiva en sujetos sanos.